# Uście Zielone (gmina)
Uście Zielone – dawna gmina wiejska w powiecie buczackim województwa tarnopolskiego II Rzeczypospolitej. Siedzibą gminy było Uście Zielone.
Gminę utworzono 1 sierpnia 1934 r. w ramach reformy na podstawie ustawy scaleniowej z dotychczasowych gmin wiejskich: Baranów, Bobrowniki, Jarhorów, Krasiejów, Lackie, Łazarówka, Łuka, Międzygórze, Nizkołyzy, Trościańce, Uście Zielone i Zadarów.
Od września 1939 do lipca 1941 gmina znajdowała się pod okupacją ZSRR, a 1 sierpnia 1941 weszła w skład Generalnego Gubernatorstwa i nowo utworzonego dystryktu Galicja; przyłączono wówczas do niej gromady Petryłów i Nowosiółka (z nowo wyodrębnioną gromadą Złota Lipa) z gminy Niżniów, należące przed wojną do powiatu tłumackiego w woj. stanisławowskim. Gmina przynależała odtąd do powiatu czortkowskiego (Kreishauptmannschaft Czortków). W 1943 roku gmina składała się z 16 gromad (Baranów, Bobrowniki, Dąbrowa, Jarhorów, Krasiejów, Ładzkie, Łazarówka, Łuka, Międzygórze, Nizkołyzy, Nowosiółka, Nowosiółka, Trościańce, Uście Zielone, Zadarów i Złota Lipa) i liczyła 16584 mieszkańców.
Po II wojnie światowej obszar gminy znalazł się w ZSRR.